# Laura Clos Caturla
Laura Clos Caturla (Mataró, 27 de novembre de 1985), més coneguda pel seu nom artístic «Closca», és una escenògrafa, il·luminadora i creadora catalana. És llicenciada en Ciències de l'Activitat Física i l'Esport per l'INEFC Barcelona el 2007. Va estudiar Escenografia a l'Institut del Teatre de Barcelona fins al 2013, i va cursar el màster en Disseny d'Il·luminació Arquitectònica a la Universitat Politècnica de Catalunya el 2015.
Va rebre la beca Agata Baum de Bernis de l'Institut Goethe per a fer un intercanvi cultural a Alemanya. Allà va estar treballant durant tres mesos al Teatre de l'Ópera Estatal de Stuttgart amb una de les escenògrafes europees més rellevants, Anna Viebrock. Va fer d'escenògrafa al projecte guanyador El llibre de les bèsties del Teatre Lliure, representat a la Sala Fabià Puigserver l'octubre de 2016. Va guanyar el premi a la millor instal·lació de la Quadriennal d'Escenografia de Praga en nom de l'Institut del Teatre de Barcelona l'any 2019. Aquell mateix any va guanyar el Premis Butaca 2019 a la millor escenografia per Els jocs florals de Canprosa.